# SK Slavia Praha – juniorský tým 2014/2015
.
Tento článek se podrobně zabývá sestavou a zápasy juniorského týmu SK Slavia Praha v sezoně 2014/15. Slávistická juniorka se ve své třetí sezoně představila v taktéž třetím ročníku Juniorské ligy, ve které obhajovala mistrovský titul z předchozí a druhé místo z první sezony. V soutěži se v tomto ročníku představil sudý počet účastníků, když odstoupivší FK Pardubice a SK Sigma Olomouc nahradilo pouze SK Dynamo České Budějovice. Slavia tedy odehrála 38 zápasů.
Před sezonou došlo k výměně realizačního týmu, když dosavadní trenér týmu Daniel Šmejkal přijal funkci hlavního trenéra v klubu FK Baník Sokolov. Jeho pozice se poté ujal někdejší asistent Karla Jarolíma z období mistrovských sezon A-týmu Pavel Řehák.
Slávisté úspěch z předchozí sezony nezopakovali, když se se ztrátou 19 bodů na první tým FK Mladá Boleslav umístili na konečném 5. místě, 11 bodů za městským rivalem Spartou a 2 body před šestou Jihlavou.

## Klub

### Realizační tým
Po odchodu Daniela Šmejkala na pozici trenéra Baníku Sokolov se juniorského týmu před začátkem sezony ujal Pavel Řehák. V souvislosti s tím došlo také k několika dílčím změnám. Asistentem trenéra se vedle Jana Bauera stal i Ivo Knoflíček a trenérem brankářů se po odchodu Luboše Přibyla do Zbrojovky Brno stal Oldřich Pařízek, jenž stejnou funkci vykonával v minulé sezoně u A-týmu pod Alexem Pastoorem.
| Post             | Jméno           |
| ---------------- | --------------- |
| Hlavní trenér    | Pavel Řehák     |
| Asistent trenéra | Jan Bauer       |
| Asistent trenéra | Ivo Knoflíček   |
| Trenér brankářů  | Oldřich Pařízek |
| Vedoucí mužstva  | Petr Rak        |
| Kondiční trenér  | Pavel Čvančara  |
| Kustod           | Jaroslav Fousek |
| Masér            | Jan Černý       |

## Soupiska
| # | Pozice | Hráč            |
| - | ------ | --------------- |
|   | B      | Lukáš Soukup    |
|   | O      | Ondřej Bejbl    |
|   | O      | Martin Kadavý   |
| 3 | O      | Jan Möglich     |
|   | O      | Timothy Pelikán |
|   | O      | Jan Prosek      |
| 6 | Z      | Marek Brož      |

| #  | Pozice | Hráč                |
| -- | ------ | ------------------- |
|    | Z      | Jakub Novák         |
|    | Z      | Zalimkhan Vitarigov |
|    | Z      | Sebastian Zdichynec |
| 16 | Ú      | Oskar Fotr          |
|    | Ú      | Jakub Zámečník      |
|    | Ú      | Jan Kuchta          |
|    | Z      | Štěpán Koreš        |

### Změny v kádru v letním přestupovém období 2014
| Číslo | Pozice | Nár.       | Hráč                 | Věk |
| ----- | ------ | ---------- | -------------------- | --- |
| 5     | O      | Česko      | Lukáš Fialka         | 19  |
| 16    | Z      | Česko      | Oskar Fotr           | 18  |
| 6     | Ú      | Česko      | Marek Brož           | 18  |
| 1     | B      | Česko      | Lukáš Soukup         | 19  |
| 3     | O      | Česko      | Jan Möglich          | 19  |
| 20    | Z      | Česko      | Jakub Novák          | 19  |
| 13    | Z      | Černá Hora | Zalimkhan Vitarigov  | 18  |
|       | O      | Česko      | Timothy Pelikán      | 18  |
| 6     | O      | Česko      | Martin Kadavý        | 19  |
| 17    | Z      | Česko      | Sebastian Zdichynec  | 19  |
|       | Ú      | Česko      | František Mysliveček | 19  |

| Číslo | Pozice | Nár.  | Hráč           | Věk |
| ----- | ------ | ----- | -------------- | --- |
| 2     | O      | Česko | Tomáš Souček   | 19  |
| 13    | Z      | Česko | Viktor Šimeček | 20  |
| 33    | Ú      | Česko | Jiří Sodoma    | 19  |

| Číslo | Pozice | Nár.  | Hráč            | Věk | Kam odešel         | Typ              | Cena | Zdroj |
| ----- | ------ | ----- | --------------- | --- | ------------------ | ---------------- | ---- | ----- |
|       | O      | Česko | Jakub Mac       | 21  | FC Hlučín          | hostování ½ roku | —    |       |
|       | O      | Česko | Petr Kolařík    | 23  | FK Slavoj Vyšehrad | hostování ½ roku | —    |       |
|       | Z      | Česko | Miroslav Verner | 19  | FC Graffin Vlašim  | hostování        | —    |       |
|       | Ú      | Česko | Jiří Vondráček  | 21  | FC Graffin Vlašim  | hostování        | —    |       |
|       | Z      | Česko | Jan Prosek      | 19  | FK TJ Štěchovice   | hostování ½ roku | —    |       |
|       | Ú      | Česko | František Liška | 20  | FK Admira Praha    | hostování ½ roku | —    |       |
| 13    | Z      | Česko | Viktor Šimeček  | 21  | SK Zápy            | hostování ½ roku | —    |       |
|       | Ú      | Česko | Jiří Sodoma     | 19  | FK Admira Praha    | hostování ½ roku | —    |       |
| 7     | Z      | Česko | David Smolák    | 22  | FK Slavoj Vyšehrad | hostování ½ roku | —    |       |

| Pozice | Nár.      | Hráč          | Věk | Odkud přišel       | Typ       | Kam odešel        | Zdroj |
| ------ | --------- | ------------- | --- | ------------------ | --------- | ----------------- | ----- |
| Z      | Slovensko | Denis Duga    | 19  | Spartak Myjava     | přestup   | Spartak Myjava    |       |
| B      | Česko     | Patrik Malina | 22  | FK Neratovice      | hostování | FK Neratovice     |       |
| Z      | Česko     | David Červený | 20  | FK Slavoj Vyšehrad | hostování | TJ Slovan Velvary |       |

### Změny v kádru v zimním přestupovém období 2015
| Číslo | Pozice | Nár.  | Hráč       | Věk | Odkud přišel     | Do roku | Typ            | Cena | Zdroj |
| ----- | ------ | ----- | ---------- | --- | ---------------- | ------- | -------------- | ---- | ----- |
|       | Z      | Česko | Jan Prosek | 20  | FK TJ Štěchovice | —       | návrat z host. |      |       |

| Číslo | Pozice | Nár.  | Hráč              | Věk |
| ----- | ------ | ----- | ----------------- | --- |
| 33    | Z      | Česko | Nikolas Salašovič | 20  |
|       | Z      | Česko | Štěpán Koreš      | 25  |

| Číslo | Pozice | Nár.  | Hráč                 | Věk | Kam odešel         | Typ              | Cena | Zdroj |
| ----- | ------ | ----- | -------------------- | --- | ------------------ | ---------------- | ---- | ----- |
|       | O      | Česko | Tomáš Souček         | 19  | FK Viktoria Žižkov | hostování ½ roku | —    |       |
|       | Ú      | Česko | Jan Peterka          | 20  | FK Viktoria Žižkov | hostování ½ roku | —    |       |
|       | Ú      | Česko | František Mysliveček | 20  | FK Viktoria Žižkov | hostování ½ roku | —    |       |
| 33    | Z      | Česko | Nikolas Salašovič    | 20  | FK Admira Praha    | hostování        | —    |       |

| Pozice | Nár.  | Hráč           | Věk | Odkud přišel       | Typ       | Kam odešel         | Zdroj         |
| ------ | ----- | -------------- | --- | ------------------ | --------- | ------------------ | ------------- |
| Ú      | Česko | Jiří Sodoma    | 20  | FK Admira Praha    | hostování | FK Kolín           |               |
| O      | Česko | Petr Kolařík   | 23  | FK Slavoj Vyšehrad | hostování | TJ FC Tuchoraz     | FAČR          |
| Ú      | Česko | Petr Růžička   | 22  | FK Ústí nad Labem  | hostování | SK Kladno          | FAČR          |
| O      | Česko | Jakub Mac      | 22  | FC Hlučín          | přestup   | FC Hlučín          | FAČR          |
| Z      | Česko | Viktor Šimeček | 21  | SK Zápy            | hostování | FK Admira Praha    | fkadmira.info |
| Z      | Česko | David Smolák   | 22  | FK Slavoj Vyšehrad | přestup   | FK Slavoj Vyšehrad | FAČR          |

Poznámky:  —  = nezveřejněno (dohoda mezi kluby),  †  = odhadovaná cena,  +  = opce na prodloužení smlouvy,  ‡  = hráč už v minulém ročníku nenastupoval

## Hráčské statistiky

### Tabulka střelců
| Poz.   | Nár.       | Hráč                 | Góly   | Poz.    | Nár.    | Hráč            | Góly |
| ------ | ---------- | -------------------- | ------ | ------- | ------- | --------------- | ---- |
| Z      | Senegal    | Dame Diop            | 15     | Ú       | Česko   | Lukáš Batka     | 2    |
| Z      | Česko      | Jan Kuchta           | 13     | O       | Česko   | Martin Dostál   | 2    |
| Ú      | Česko      | Jakub Zámečník       | 8      | Z       | Česko   | Robert Hrubý    | 2    |
| Ú      | Česko      | Oskar Fotr           | 5      | O       | Česko   | Marek Kodr      | 2    |
| Z      | Česko      | Štěpán Koreš         | 5      | Z       | Česko   | Marcel Gecov    | 1    |
| Z      | Česko      | František Mysliveček | 5      | Z       | Česko   | Martin Hurka    | 1    |
| Z      | Černá Hora | Zelimkhan Vitarigov  | 4      | Z       | Česko   | Ondřej Kocourek | 1    |
| Z      | Alžírsko   | Damien Boudjemaa     | 3      | O       | Česko   | Timothy Pelikán | 1    |
| Ú      | Česko      | Marek Červenka       | 3      | Z       | Česko   | Karel Piták     | 1    |
| O      | Česko      | Lukáš Fialka         | 3      | O       | Česko   | Tomáš Souček    | 1    |
| O      | Česko      | Jan Möglich          | 3      | Ú       | Nigérie | Uche            | 1    |
| Ú      | Česko      | Jan Peterka          | 3      | vlastní | vlastní | vlastní         | 1    |
| Celkem | Celkem     | Celkem               | Celkem | Celkem  | Celkem  | Celkem          | 86   |

## Zápasy v sezoně 2014/15

### Letní přípravné zápasy
| Datum        | Soupeř            | Místo                    | Výsledek | Střelci Slavie                          |
| ------------ | ----------------- | ------------------------ | -------- | --------------------------------------- |
| 09/ 07/ 2014 | MFK Chrudim       | Chrudim                  | 3-4      | 11' Zdichynec, 23' Sodoma, 40' Zámečník |
| 16/ 07/ 2014 | FK Litoměřice     | Litoměřice               | 5-1      | Prošek, Fotr, Liška                     |
| 19/ 07/ 2014 | Výběr Kima Granta | Humpolec                 | 1-2      | 68' Bejbl                               |
| 22/ 07/ 2014 | FC Chomutov       | Areál Na Chvalech, Praha | 2-1      | 5' Fotr, 32' Dostál                     |

### Zimní přípravné zápasy
| Datum        | Soupeř                  | Místo              | Výsledek | Střelci Slavie                  |
| ------------ | ----------------------- | ------------------ | -------- | ------------------------------- |
| 25/ 01/ 2015 | FK Litoměřice           | Litoměřice         | 2-2      | 75' Kuchta, 82' Pelikán         |
| 28/ 01/ 2015 | FC Graffin Vlašim       | UMT Eden, Praha    | 2-0      | 64' Brož, 73' Batka             |
| 07/ 02/ 2015 | FK Humpolec             | Humpolec           | 3-1      | 6' Novák, 35' Koreš, 70' Kuchta |
| 13/ 02/ 2015 | FK Baumit Jablonec jun. | Jablonec nad Nisou | 6-5      | Kuchta, Mihajlovič, Kocourek    |
| 18/ 02/ 2015 | SK Slavia Louňovice     | UMT Eden, Praha    | 3-0      | 6' Koreš, 11' (vl), 54' Švec    |

### Juniorská liga
Hlavní článek: Juniorská liga 2014/15

#### Tabulka
| Poř. | Tým                 | Z  | V  | R  | P  | VG | OG | B  |
| ---- | ------------------- | -- | -- | -- | -- | -- | -- | -- |
| 3.   | FC Zbrojovka Brno   | 38 | 26 | 6  | 6  | 94 | 41 | 84 |
| 4.   | AC Sparta Praha     | 38 | 23 | 12 | 3  | 89 | 25 | 81 |
| 5.   | SK Slavia Praha     | 38 | 20 | 10 | 8  | 86 | 57 | 70 |
| 6.   | FC Vysočina Jihlava | 38 | 20 | 8  | 10 | 99 | 75 | 68 |
| 7.   | FC Viktoria Plzeň   | 38 | 18 | 8  | 12 | 86 | 63 | 62 |

#### Kolo po kole
| Kolo     | 1 | 2 | 3 | 4 | 5 | 6 | 7 | 8 | 9 | 10 | 11 | 12 | 13 | 14 | 15 | 16 | 17 | 18 | 19 | 20 | 21 | 22 | 23 | 24 | 25 | 26 | 27 | 28 | 29 | 30 | 31 | 32 | 33 | 34 | 35 | 36 | 37 | 38 |
| -------- | - | - | - | - | - | - | - | - | - | -- | -- | -- | -- | -- | -- | -- | -- | -- | -- | -- | -- | -- | -- | -- | -- | -- | -- | -- | -- | -- | -- | -- | -- | -- | -- | -- | -- | -- |
| Hřiště   | D | V | D | V | D | D | V | D | V | D  | V  | D  | V  | D  | V  | D  | V  | D  | V  | D  | V  | D  | V  | V  | D  | V  | D  | V  | D  | V  | D  | V  | D  | V  | D  | V  | D  | V  |
| Výsledek | V | V | R | V | V | V | P | R | P | V  | R  | V  | P  | P  | V  | V  | V  | V  | V  | V  | P  | R  | V  | R  | R  | P  | P  | V  | V  | V  | R  | P  | R  | V  | V  | R  | V  | R  |
| Pozice   | 6 | 2 | 2 | 2 | 2 | 2 | 4 | 4 | 5 | 4  | 6  | 3  | 6  | 6  | 6  | 6  | 5  | 5  | 4  | 3  | 4  | 4  | 4  | 5  | 5  | 5  | 6  | 6  | 6  | 5  | 5  | 6  | 6  | 6  | 6  | 6  | 5  | 5  |

Poslední úprava: konec ročníku.

Hřiště: D = Domácí; V = Venkovní. Výsledek: V = Výhra; P = Prohra; R = Remíza

#### Podzimní část
| 1. kolo 28. července 2014 | SK Slavia Praha               | 2 - 1 | FC Slovan Liberec | Areál Na Chvalech, Praha |  |
| 17:00 SELČ | Jan Peterka 5' Oskar Fotr 42' |       | 88' Dydowicz      | Rozhodčí: Houdek         |  |
| Poznámky: Sestava: Rakovan – Bejbl, Fialka, Kodr, Dostál (14. Kadavý) – Novák (71. Brož), Salašovič – Vošahlík, Peterka, Zámečník (67. Zdichynec) – Fotr |                               |       |                   |                          |  |

| 2. kolo 4. srpna 2014 | 1. SC Znojmo                            | 2 - 3 | SK Slavia Praha                                | Dobšice                        |  |
| 17:00 SELČ | Ali Alaca 20' Lukáš Hrazdílek 33' (pen) |       | 12' Robert Hrubý 38' Oskar Fotr 88' Marek Kodr | Diváci: 300 Rozhodčí: Adamková |  |
| Poznámky: Sestava: Soukup – Kodr, Bejbl, Hrubý, Peterka (90. Veselý), Fotr, Prošek, Salašovič (64. Zámečník), Fialka, Kadavý (76. Möglich), Novák (C) (78. Pelikán) |                                         |       |                                                |                                |  |

| 3. kolo 11. srpna 2014 | SK Slavia Praha                        | 2 - 2 | FK Mladá Boleslav                          | Areál Na Chvalech, Praha      |  |
| 17:00 SELČ | Oskar Fotr 47' Zelimkhan Vitarigov 82' |       | 46' Miljan Vukadinović 65' Daniel Geissler | Diváci: 118 Rozhodčí: Nenadál |  |
| Poznámky: Sestava: Soukup – Bejbl, Fialka, Salašovič, Dostál (46. Kuchta) – Zámečník, Brož, Hrubý (46. Zdichynec), Novák (46. Kadavý), Prošek (76. Möglich) – Fotr (61. Vitarigov). |                                        |       |                                            |                               |  |

| 4. kolo 18. srpna 2014 | FC Viktoria Plzeň | 1 - 3 | SK Slavia Praha                                               |                             |  |
| 16:30 SELČ | Daniel Černý 60'  |       | 25' (pen) František Mysliveček 70' Dame Diop 90' Martin Hurka | Diváci: 120 Rozhodčí: Černý |  |
| Poznámky: Sestava: Soukup – Kadavý (61. Souček), Salašovič, Fialka, Bejbl – Brož (61. Möglich), Hrubý – Zdichynec (46. Hurka), Mysliveček (76. Vitarigov), Zámečník – Diop (90. Pelikán). |                   |       |                                                               |                             |  |

| 5. kolo 21. srpna 2014 | SK Slavia Praha                                                 | 4 - 1 | SK Dynamo Č. Budějovice | Areál Na Chvalech, Praha       |  |
| 17:00 SELČ | Dame Diop 13' Jakub Zámečník 22' Tomáš Souček 44' Dame Diop 55' |       | 16' Petr Pasecký        | Diváci: 156 Rozhodčí: Zadinová |  |
| Poznámky: Sestava: Soukup – Bejbl, Souček, Pelikán, Dostál (61. Möglich) – Zámečník (68. Hurka), Hrubý, Salašovič (46. Brož), Mysliveček (61. Batka), Zdichynec (46. Vitarigov) – Diop. |                                                                 |       |                         |                                |  |

| 6. kolo 25. srpna 2014 | SK Slavia Praha | 1 - 0 | FK Dukla Praha | Areál Na Chvalech, Praha |  |
| 17:00 SELČ | Dame Diop 45'   |       |                | Rozhodčí: Ardeleánu      |  |
| Poznámky: Sestava: Soukup – Bejbl, Fialka, Kodr, Dostál (63. Kadavý) – Peterka (90. Pelikán), Hrubý, Salašovič (82. Fotr), Mysliveček, Hurka (53. Kuchta) – Diop. |                 |       |                |                          |  |

| 7. kolo 1. září 2014 | FC Baník Ostrava                                                                                              | 6 - 1 | SK Slavia Praha |                                |  |
| 13:00 SELČ | Jakub Šašinka 38' Jakub Šašinka 45+1' Jakub Šašinka 57' Jakub Šašinka 68' Adam Hrdlička 79' Adam Hrdlička 90' |       | 88' Lukáš Batka | Diváci: 100 Rozhodčí: Adámková |  |
| Poznámky: Sestava: Janalík – Möglich, Matviichuk (65. Gillian), Kuchta, Mysliveček (61. Pecháček), Peterka, Fotr (46. Batka), Pelikán, Jakab, Fialka, Zámečník. | |       |                 |                                |  |

| 8. kolo 8. září 2014 | SK Slavia Praha                          | 2 - 2 | FC Vysočina Jihlava                  | Areál Na Chvalech, Praha |  |
| 17:00 SELČ | Jan Möglich 30' František Mysliveček 46' |       | 32' Vojtěch Hron 57' Michal Veselský | Rozhodčí: Adámková       |  |
| Poznámky: Sestava: Soukup L. – Möglich (81. Vitarigov), Bejbl (60. Matviichuk), Brož, Kuchta (46. Peterka), Fotr, Pelikán, Salašovič, Zámečník, Kadavý (46. Mysliveček), Novák (68. Routek). |                                          |       |                                      |                          |  |

| 9. kolo 11. září 2014 | FC Zbrojovka Brno | 1 - 0 | SK Slavia Praha |                             |  |
| 16:30 SELČ | Dominik Duda 72'  |       |                 | Diváci: 100 Rozhodčí: Marek |  |
| Poznámky: Sestava: Soukup – Mikula (90. Pelikán), Kadavý, Fialka, Bejbl (46. Dostál) – Mysliveček, Salašovič (84. Novák) – Prošek, Kuchta (56. Brož), Zámečník (46. Peterka) – Diop. |                   |       |                 |                             |  |

| 10. kolo 15. září 2014 | SK Slavia Praha                                                      | 4 - 1 | FK Varnsdorf        | Areál Na Chvalech, Praha    |  |
| 17:00 SELČ | Jan Kuchta 39' Lukáš Fialka 69' Jan Kuchta 90' Zelim Vitarigov 90+1' |       | 22' Miloslav Kučera | Diváci: 100 Rozhodčí: Lerch |  |
| Poznámky: Sestava: Soukup – Möglich, Pelikán, Fialka, Bejbl – Salašovič (80. Matviichuk), Kuchta – Prošek (46. Zámečník), Mysliveček (74. Vitarigov), Peterka – Diop (62. Brož). |                                                                      |       |                     |                             |  |

| 11. kolo 22. září 2014 | FK Baumit Jablonec         | 3 - 3 | SK Slavia Praha                                   |                              |  |
| 14:00 SELČ | Ondřej Rozkovec 4' 38' 60' |       | 6' Jakub Zámečník 12' Jan Möglich 29' Jan Peterka | Diváci: 70 Rozhodčí: Severýn |  |
| Poznámky: Sestava: Řehák – Möglich, Bejbl, Brož (60. Gilian), Mysliveček (70. Vitarigov), Peterka, Salašovič, Vavrouš, Fialka, Zámečník, Batka. |                            |       |                                                   |                              |  |

| 12. kolo 29. září 2014 | SK Slavia Praha                                        | 3 - 2 | FK Teplice             | Areál Na Chvalech, Praha |  |
| 16:30 SELČ | Jan Möglich 58' František Mysliveček 65' Dame Diop 73' |       | 75' 79' Dominik Horvát | Rozhodčí: Vít            |  |
| Poznámky: Sestava: Soukup – Dostál, Möglich (76. Vitarigov), Bejbl, Brož, Mysliveček, Salašovič, Diop, Fialka, Zámečník (76. Pelikán), Markus (71. Batka). |                                                        |       |                        |                          |  |

| 13. kolo 6. října 2014 | AC Sparta Praha                  | 2 - 0 | SK Slavia Praha | Strahovský stadion, Praha    |  |
| 13:00 SELČ | Jakub Pešek 26' Milan Kadlec 37' |       |                 | Diváci: 390 Rozhodčí: Houdek |  |
| Poznámky: Sestava: Rakovan – Dostál, Nitrianský, Fialka, Bejbl – Vukadinovč, Petr, Salašovič, Mysliveček, Möglich (57. Peterka) – Kuchta (60. Brož). |                                  |       |                 |                              |  |

| 14. kolo 13. října 2014 | SK Slavia Praha | 0 - 2 | 1. FK Příbram                           | Areál Na Chvalech, Praha |  |
| 16:00 SELČ |                 |       | 18' Patrik Brandner 25' Patrik Brandner | Rozhodčí: Hanys          |  |
| Poznámky: Sestava: Řehák – Möglich (72. Pelikán), Salašovič, Fialka (67. Routek), Bejbl – Zámečník, Valenta, Gecov, Mysliveček (67. Brož), Peterka (67. Vavrouš) – Kuchta. |                 |       |                                         |                          |  |

| 15. kolo 19. října 2014 | FK Fotbal Třinec | 1 - 2 | SK Slavia Praha                 |                  |  |
| 13:30 SELČ | Marek Švábík 39' |       | 60' Marek Kodr 69' Marcel Gecov | Rozhodčí: Proske |  |
| Poznámky: Sestava: Soukup – Dostál, Bejbl, Kodr, Hrubý, Mysliveček (54. Brož), Peterka (84. Pelikán), Fialka, Zámečník, Gecov, Möglich (54. Valenta). |                  |       |                                 |                  |  |

| 16. kolo 27. října 2014 | SK Slavia Praha                                                                                               | 6 - 0 | FC MAS Táborsko | Areál Na Chvalech, Praha |  |
| 14:30 SEČ | Jan Kuchta 36' Lukáš Fialka 42' Jan Kuchta 47' (pen) Damien Boudjemaa 67' Damien Boudjemaa 69' Jan Kuchta 71' |       |                 | Rozhodčí: Bílek          |  |
| Poznámky: Sestava: Řehák – Dostál, Möglich, Nitrianský, Kuchta, Mysliveček, Peterka (76.Valenta), Pelikán, Boudjemaa, Salašovič (54.Brož), Fialka (76.Routek). | |       |                 |                          |  |

| 17. kolo 3. listopadu 2014 | FC Hradec Králové | 0 - 3 | SK Slavia Praha                                |                |  |
| 14:00 SEČ |                   |       | 55' Jan Kuchta 58' Martin Dostál 84' Dame Diop | Rozhodčí: Váňa |  |
| Poznámky: Sestava: Řehák – Dostál, Mikula, Mysliveček, Peterka (67. Möglich), Pelikán, Salašovič (46. Kuchta), Gecov, Diop, Fialka, Kenia. |                   |       |                                                |                |  |

| 18. kolo 10. listopadu 2014 | SK Slavia Praha                    | 2 - 0 | Bohemians Praha 1905 | Areál Na Chvalech, Praha |  |
| 14:00 SEČ | Jan Peterka 31' Jakub Zámečník 89' |       |                      | Rozhodčí: Ulrich         |  |
| Poznámky: Sestava: Řehák – Dostál, Möglich (60. Valenta), Souček, Mikula, Mysliveček (60. Batka), Peterka (83. Zámečník), Kodr, Salašovič, Petr, Kenia. |                                    |       |                      |                          |  |

| 19. kolo 17. listopadu 2014 | 1. FC Slovácko | 0 - 2 | SK Slavia Praha                                   |                   |  |
| 13:30 SEČ |                |       | 42' František Mysliveček 45' (vl.) Robin Fojtášek | Rozhodčí: Julínek |  |
| Poznámky: Sestava: Řehák – Dostál, Möglich (46. Zámečník), Bejbl, Souček, Brož (61. Valenta), Mysliveček, Peterka, Salašovič, Petr, Fialka. |                |       |                                                   |                   |  |

| 20. kolo 24. listopadu 2014 | SK Slavia Praha                                                           | 4 - 0 | 1. SC Znojmo | UMT Eden, Praha   |  |
| 13:30 SEČ | Jakub Zámečník 12' Karel Piták 55' Dame Diop 76' František Mysliveček 81' |       |              | Rozhodčí: Šimáček |  |
| Poznámky: Sestava: Hrubeš – Moglich (46. Kuchta), Bejbl, Souček, Peterka (78. Brož), Hrubý, Piták, Salašovič (46. Mysliveček), Diop, Fialka, Zámečník (86. Pelikán). |                                                                           |       |              |                   |  |

| 21. kolo 1. prosince 2014 | FK Mladá Boleslav                                                                                    | 5 - 4 | SK Slavia Praha                                              |                 |  |
| 13:00 SEČ | Ondřej Zahustel 23' Stanislav Klobása 42' Jiří Kateřiňák 49' Ondřej Zahustel 51' Ondřej Zahustel 77' |       | 32' Dame Diop 40' Robert Hrubý 63' Jan Kuchta 78' Jan Kuchta | Rozhodčí: Berka |  |
| Poznámky: Sestava: Hrubeš – Möglich (62. Brož), Bejbl (70. Pelikán), Souček, Mysliveček, Peterka, Hrubý, Salašovič (54. Kuchta), Diop, Fialka, Zámečník. | |       |                                                              |                 |  |

#### Jarní část
| 22. kolo 23. února 2015 | SK Slavia Praha      | 1 - 1 | FC Viktoria Plzeň   | UMT Eden, Praha |  |
| 14:00 SEČ | Jan Kuchta 18' (pen) |       | 31' Michal Mlynařík | Rozhodčí: Lerch |  |
| Poznámky: Sestava: Soukup – Möglich, Brož (65. Kocourek), Kuchta, Koreš, Mihajlovič (56. Zámečník), Prošek, Routek, Kodr, Diop, Prosek. |                      |       |                     |                 |  |

| 23. kolo 2. března 2015 | SK Dynamo Č. Budějovice | 0 - 3 | SK Slavia Praha                                | SK Mladé, České Budějovice |  |
| 13:00 SEČ |                         |       | 62' Dame Diop 78' Dame Diop 81' Jakub Zámečník | Diváci: 60 Rozhodčí: Váňa  |  |
| Poznámky: Sestava: Rakovan (14. Soukup) – Prosek, Kodr, Švec, Kadavý – Danquah (46. Kocourek), Brož, Koreš, Kuchta – Diop, Zámečník |                         |       |                                                |                            |  |

| 24. kolo 9. března 2015 | FK Dukla Praha                 | 2 - 2 | SK Slavia Praha                  |                              |  |
| 14:00 SEČ | David Zoubek 41' Jan Mejdr 43' |       | 66' Lukáš Fialka 76' Lukáš Batka | Diváci: 150 Rozhodčí: Štěrba |  |
| Poznámky: Sestava: Berkovec – Dostál, Möglich (57. Vavrouš), Danquah (46. Kocourek), Brož, Koreš, Kodr (86. Pelikán), Fialka, Diop, Prosek, Kadavý (63. Batka) |                                |       |                                  |                              |  |

| 25. kolo 16. března 2015 | SK Slavia Praha | 1 - 1 | FC Baník Ostrava  | Areál Na Chvalech, Praha      |  |
| 15:00 SEČ | Dame Diop 38'   |       | 44' Ondřej Pyclík | Diváci: 100 Rozhodčí: Kovařík |  |
| Poznámky: Sestava: Rakovan – Möglich, Bejbl, Brož, Kuchta, Koreš (36. Vavrouš), Pelikán (88. Pelyak), Kadavý, Diop, Zámečník (68. Baka), Prosek |                 |       |                   |                               |  |

| 26. kolo 23. března 2015 | FC Vysočina Jihlava                      | 2 - 1 | SK Slavia Praha |                                |  |
| 13:30 SEČ | Bojan Spirkoski 11' Quintero Batioja 25' |       | 89' Jan Kuchta  | Diváci: 200 Rozhodčí: Zadinová |  |
| Poznámky: Sestava: Hrubeš (46. L. Soukup) – Dostál, Broukal (58. Vitarigov), Brož, Batka, Kuchta, Vukadinovič, Pelikán (46. Kocourek), Kadavý (36. Möglich), Zámečník, Prosek |                                          |       |                 |                                |  |

| 27. kolo 30. března 2015                                                                                                  | SK Slavia Praha                        | 2 - 4 | FC Zbrojovka Brno                                                      | Areál Na Chvalech, Praha    |  |
| 15:00 SELČ | Timothy Pelikán 22' Jakub Zámečník 25' |       | 26' Václav Klán 40' Tomáš Weber 51' Daniel Pospíšil 75' Milan Lutonský | Diváci: 50 Rozhodčí: Štěrba |  |
| Poznámky: Sestava: Soukup – Dostál, Möglich, Bejbl, Brož (65. Vitarigov), Kuchta, Pelikán, Fialka, Diop, Zámečník, Prosek |                                        |       |                                                                        |                             |  |

| 28. kolo 9. dubna 2015 | FK Varnsdorf     | 1 - 2 | SK Slavia Praha                                   |               |  |
| 14:00 SELČ | Radim Breite 18' |       | 29' Štěpán Koreš 63' Jan Möglich 76' Štěpán Koreš | Rozhodčí: Vít |  |
| Poznámky: Sestava: Soukup – Möglich, Bejbl, Brož (89. Hovorka), Kuchta, Koreš (88. Minařík), Pelikán, Kadavý, Diop, Zámečník, Prosek |                  |       |                                                   |               |  |

| 29. kolo 13. dubna 2015 | SK Slavia Praha                                        | 3 - 0 | FK Baumit Jablonec | Areál Na Chvalech, Praha     |  |
| 16:30 SELČ | Jan Kuchta 47' Jakub Zámečník 49' Jan Kuchta 84' (pen) |       |                    | Diváci: 100 Rozhodčí: Houdek |  |
| Poznámky: Sestava: Soukup – Bejbl, Brož (46. Kocourek), Kuchta, Koreš (63. Vitarigov), Pelikán, Fialka, Diop, Zámečník (69. Vavrouš), Prosek, Kadavý |                                                        |       |                    |                              |  |

| 30. kolo 16. dubna 2015 | FK Teplice | 0 - 2 | SK Slavia Praha             |                                |  |
| 17:00 SELČ |            |       | 48' Dame Diop 67' Dame Diop | Diváci: 100 Rozhodčí: Machýček |  |
| Poznámky: Sestava: Soukup – Möglich, Bejbl, Brož (46, Vavrouš), Kuchta (84. Uche), Koreš (81. Vitarigov), Pelikán, Diop, Zámečník (72. Valenta), Prosek, Kadavý |            |       |                             |                                |  |

| 31. kolo 20. dubna 2015 | SK Slavia Praha | 0 - 0 | AC Sparta Praha | Areál Na Chvalech, Praha      |  |
| 17:00 SELČ |                 |       |                 | Diváci: 400 Rozhodčí: Julínek |  |
| Poznámky: Sestava: Rakovan – Möglich (46. Vavrouš), Bejbl, Brož, Koreš, Valenta (61. Uche), Kodr, Prošek, Zámečník, Prosek, Kadavý |                 |       |                 |                               |  |

| 32. kolo 27. dubna 2015 | 1. FK Příbram                                                                         | 5 - 1 | SK Slavia Praha |                                |  |
| 13:00 SELČ | Tomáš Pilík 10' Petr Hronek 59' Tomáš Pilík 71' Štěpán Holý 76' (pen) Petr Hronek 89' |       | 73' Uche        | Diváci: 100 Rozhodčí: Pechanec |  |
| Poznámky: Sestava: Soukup – Dostál, Möglich (74. Vavrouš), Bejbl (76. Pelikán), Brož (46. Kocourek), Kuchta (52. Fotr), Koreš (69. Vitarigov), Uche, Zámečník, Prosek, Kadavý |                                                                                       |       |                 |                                |  |

| 33. kolo 3. května 2015 | SK Slavia Praha | 0 - 0 | FK Fotbal Třinec | Areál Na Chvalech, Praha      |  |
| 15:00 SELČ |                 |       |                  | Diváci: 100 Rozhodčí: Julínek |  |
| Poznámky: Sestava: Hrubeš – Möglich (88. Vitarigov), Kodr, Fialka, Bejbl – Kadavý, Černý (46. Kocourek), Brož (46. Oskar), Dostál, Prosek – Kuchta |                 |       |                  |                               |  |

| 34. kolo 7. května 2015 | FC MAS Táborsko                   | 2 - 3 | SK Slavia Praha                                           |                             |  |
| 17:00 SELČ | Admin Džafič 45' Admin Džafič 68' |       | 8' Damien Boudjemaa 27' Marek Červenka 52' Marek Červenka | Diváci: 50 Rozhodčí: Ulrych |  |
| Poznámky: Sestava: Soukup – Möglich, Bejbl, Boudjemaa, Kuchta (62. Zámečník), Červenka, Kodr, Fialka (43. Pelikán), Kocourek, Prosek, Kadavý (46. Černý) |                                   |       |                                                           |                             |  |

| 35. kolo 11. května 2015 | SK Slavia Praha                                      | 3 - 2 | FC Hradec Králové                | Areál Na Chvalech, Praha      |  |
| 17:00 SELČ | Jakub Zámečník 29' Jan Kuchta 65' Marek Červenka 73' |       | 5' Filip Zorvan 80' Lukáš Kraják | Diváci: 85 Rozhodčí: Zadinová |  |
| Poznámky: Sestava: Hrubeš – Dostál, Möglich (46. Valenta), Bejbl, Kuchta, Červenka, Pelikán, Kodr, Kocourek (80. Brož), Zámečník, Prošek |                                                      |       |                                  |                               |  |

| 36. kolo 18. května 2015 | Bohemians Praha 1905 | 1 - 1 | SK Slavia Praha   |                              |  |
| 13:00 SELČ | Adam Fotr 29'        |       | 65' Martin Dostál | Diváci: 150 Rozhodčí: Ulrich |  |
| Poznámky: Sestava: Rakovan – Dostál, Pelikán, Kadavý, Bejbl (46. Kodr) – Boudjemaa, Černý, Kocourek, Prosek – O. Fotr (46. Valenta, 77. Möglich), Diop |                      |       |                   |                              |  |

| 37. kolo 27. května 2015 | SK Slavia Praha                                                                                  | 6 - 0 | 1. FC Slovácko | Areál Na Chvalech, Praha  |  |
| 15:00 SELČ | Oskar Fotr 23' Štěpán Koreš 27' Štěpán Koreš 49' Dame Diop 75' Dame Diop 79' Zelim Vitarigov 87' |       |                | Diváci: 70 Rozhodčí: Váňa |  |
| Poznámky: Sestava: Soukup – Boudjemaa (76. Brož), Koreš (63. Vitarigov), Fotr (76. Berger), Routek, Fialka, Černý (46. Zámečník), Diop, Kocourek, Prosek (63. Möglich), Kadavý |                                                                                                  |       |                |                           |  |

| 38. kolo 1. června 2015 | FC Slovan Liberec                                                     | 4 - 4 | SK Slavia Praha                                                              |                |  |
| 13:00 SELČ | Lukáš Kaiser 23' Won Che Bong 66' Denis Frimmel 81' Denis Frimmel 85' |       | 8' Ondřej Kocourek 65' Štěpán Koreš 83' Zelim Vitarigov 90' (pen) Oskar Fotr | Rozhodčí: Váňa |  |
| Poznámky: Sestava: Soukup – Möglich (60. Vitarigov), Bejbl, Brož, Koreš, Fotr, Pelikán, Kocourek, Zámečník, Prošek, Kadavý |                                                                       |       |                                                                              |                |  |